# جاي أندروود
جاي أندروود (بالإنجليزية: Jay Underwood)‏ هو ممثل أمريكي، ولد في 1 أكتوبر 1968 في منيابولس في الولايات المتحدة.

## أعمال

### أفلام
- (1986) الفتى الذي بإمكانه الطيران
- (2004) الفوز بموعد مع تيد هاملتون![4]

## وصلات خارجية
- جاي أندروود على موقع IMDb (الإنجليزية)
- جاي أندروود على موقع ألو سيني (الفرنسية)
- جاي أندروود على موقع أول موفي (الإنجليزية)
- جاي أندروود على موقع قاعدة بيانات الأفلام السويدية (السويدية)
- جاي أندروود على موقع إن إن دي بي (الإنجليزية)
- جاي أندروود على موقع قاعدة بيانات الفيلم (الإنجليزية)
- جاي أندروود على موقع كينوبويسك (الروسية)